# Константин Дука (син Михаила VII)
Константин Дука (Порфирогенит) (грч. Κωνσταντίνος Δούκας) је био наследник византијског престола крајем XI века (1074—1078. и 1081—1087) и најстарији син византијског цара Михајла VII (1071—1078).
Рођен је око 1074. године у Цариграду, у браку његовог оца и Марије од Аланије. Сматран је наследником престола и као савладар је приказан на једном портрету, уз оца. Након очеве абдикације у корист Нићифора Вотанијата (1078—1081), који се оженио његовом мајком, Константин се налазио под мајчином заштитом пошто га Нићифор није признао за свог наследника. Доласком Алексија Комнина (1081—1118) на власт, поново је признат за наследника и заручен за цареву ћерку Ану. Међутим, након рођења Алексијевог сина Јована (II) (1118—1143) 1087. године, Константин је изгубио свој статус престолонаследника, а његов брак са Аном није реализован.
Није познато када је и како завршио свој живот, али је забележено да је 1094. године угостио Алексија на свом поседу, недалеко од Сера, током његовог похода против рашког жупана Вукана.